# Tereulipe
Tereulipe o Tureulipe (proximidades de Purén (?) - Elicura, 14 de diciembre de 1612) fue un líder y guerrero mapuche del grupo nagche.

## Biografía
El nombre Tereulipe proviene del idioma mapuche y quiere decir «pluma de currete», un ave que habita en la zona del sur de Chile. Perteneciente a los denominados mapuches purenes, quienes habitaban en los alrededores de la actual comuna de Purén, en la parte oriental de la provincia de Malleco, desde joven demostró su liderazgo dentro de su comunidad y sus impresionantes habilidades como jinete, por lo que nombrado toqui de su lof (tribu) ubicada en las cercanías al río Lumaco. Tereulipe fue tomado prisionero por un destacamento español enviado por el maestre de campo Íñigo de Ayala, como respuesta militar luego de haber dirigido uno de los ataques junto al toqui Anganamón al Fuerte de Arauco. Fue junto a éste y al toqui Ainavilú uno de los tres representantes del bando mapuche en hacerse presentes en el Parlamento de Paicaví de 1612, en el que fue el primer intento oficial de iniciar una tregua en el conflicto entre los conquistadores españoles y mapuches en la denominada guerra defensiva de la Guerra de Arauco, en el que se negoció la retirada de soldados españoles y el desarme de algunas fortificaciones, además del canje de prisioneros de guerra por ambas partes, entre los que se encontraba el propio Tereulipe.

### Muerte
Su muerte se encuentra vinculada indirectamente a un incidente producido entre Anganamón y los españoles, donde tres de sus esposas, entre ellas una española, lograron escapar hasta el Fuerte de Paicaví, donde Tereulipe, quien era hombre de confianza de Anganamón por su parentesco y se encontraba subordinado a él en tiempos de guerra, en su época de prisionero logró establecer diálogos y negociar con los españoles, por lo que una vez que fue liberado pudo varias veces ir y venir entre la fortificación española y las tribus purenes, siendo enviado como werkén mapuche por su sabiduría como mensajero y negociador por el propio Anganamón, como si se tratase de un diplomático. Los españoles no estaban dispuestos a entregar a las mujeres que habían sido bautizadas como cristianas y no querían regresar con su esposo, por lo que Tereulipe fue en la comitiva acompañando al lonco Utablame, considerado como Señor del valle de Elicura, quien se ofreció personalmente a proteger a los misioneros jesuitas dirigidos por el padre Martín de Aranda Valdivia, quien hablaba perfecto el idioma mapuche y servía de traductor, con el objetivo de ir a dialogar y negociar una salida alternativa con Anganamón, reuniéndose finalmente con el líder mapuche a una legua de la ladera sur del lago Lanalhue. Este último debido a la ira y pasiones personales al recibir la negativa de la entrega de sus esposas, pese a que en un comienzo se había resignado a la situación y aceptó una compensación económica importante por las tres mujeres, repentinamente cambia de opinión a los días después y asesina con una lanza a todos los presentes en la negociación. En un intento de salvar de la muerte al padre Horacio Vecchi (uno de los tres misioneros), Tereulipe fue gravemente herido junto a él atravesados por una lanza, por lo que murió momentos después producto de la herida mortal. Es por esta razón que es considerado como uno de los ocho «Mártires de Elicura». Su nombre se encuentra en una placa conmemorativa junto a una cruz monumental ubicada en el sector llamado Agua de los Padres, en la comuna de Contulmo, en las proximidades donde se piensa que fue asesinado junto a los otros cuatro caciques los tres misioneros jesuitas, los cuales fueron nombrados Siervos de Dios por su martirio.